# Pečeňady
Pečeňady je naseljeno mjesto u okrugu Piešťany u Trnavskom kraju u Slovačkoj.

## Stanovništvo
| Godina:     | 1993. | 2003.   | 2013.    | 2023.   |
| ----------- | ----- | ------- | -------- | ------- |
| Broj ljudi: | 514   | 471     | 534      | 566     |
| Razlika:    |       | -8,36 % | +13,37 % | +5,99 % |

| Godina:     | 2022. | 2023. |
| ----------- | ----- | ----- |
| Broj ljudi: | 566   | 566   |
| Razlika:    |       | +0 %  |

Prema podacima o broju stanovnika iz 2023. godine naselje je imalo 566 stanovnika.

## Vanjske poveznice
|  | Zajednički poslužitelj ima još gradiva o temi Pečeňady |

- Službena stranica naselja (sl.)